# 杨大城子镇
43°56′24″N 124°25′58″E / 43.94000°N 124.43278°E
杨大城子镇位于中国吉林省公主岭市西北部，面积256平方公里，人口4.7万。
杨大城子镇距公主岭市区65公里，距省城长春市75公里，下辖21个行政村和1个街道办事处：
- 杨城子村、五星村、黑岗子村、靠山村、平安村、凤翔村、新兴村、胜利村、老房身村、下台子村、王家窑村、碱锅村、宝泉村、吴大屯村、王杂堡村、筢子堡村、福巨公村、公北沟村、管家沟村、金盆村、长山村